# Anna Maria Bottini
Anna Maria Bottini (Milánó, 1916. március 24. – Giove, 2020. augusztus 9.) olasz színésznő.

## Fontosabb filmjei
- I figli del marchese Lucera (1939)
- Forró szívek (Altura) (1949)
- Canzoni per le strade (1950)
- Abbiamo vinto! (1951)
- La paura fa 90 (1951)
- A séta (La passeggiata) (1953)
- Donne proibite (1953)
- A törvény (La legge) (1959)
- I tartassati (1959)
- A párduc (Il gattopardo) (1963)
- Gli imbroglioni (1963)
- Un mostro e mezzo (1964)
- Rugantino (1973)